# Stadio do Marítimo
Lo stadio do Marítimo (in portoghese Estádio do Marítimo) è uno stadio situato a Funchal, in Portogallo. 
Lo stadio ospita le partite casalinghe del Club Sport Marítimo e ha una capienza di 10.600 spettatori.

## Storia
Inaugurato nel 1925, il campo è dal 1927 sede del Marítimo, la squadra più titolata dell'isola.
In precedenza conosciuto come Estádio dos Barreiros (dal 1957), l'impianto è stato rimodernato nel periodo 2009-2016, ed è stato portato alla capienza attuale.
Nello stadio si sono disputate fra il 1987 ed il 2001 tre partite della nazionale di calcio del Portogallo ed è considerato uno stadio di categoria 1 secondo gli attuali criteri di classificazione degli stadi della UEFA. L'impianto ha inoltre ospitato Papa Giovanni Paolo II in occasione della sua visita a Madera il 12 maggio 1991, tuttora l'unica visita papale sull'isola.